# Colostethus chalcopis
Allobates chalcopis, hoặc Martinique Volcano Frog, là một loài ếch thuộc họ Dendrobatidae. Đây là loài đặc hữu của Martinique. Môi trường sống tự nhiên của chúng là đồng cỏ nhiệt đới hoặc cận nhiệt đới vùng ngập nước hoặc lụt theo mùa, sông ngòi, sông có nước theo mùa, và đầm nước ngọt có nước theo mùa.